# Cyril Ngonge
Cyril Ngonge (Uccle, Bruselas-Capital, 26 de mayo de 2000) es un futbolista belga. Juega de delantero y su club es el Torino F. C. de la Serie A de Italia.

## Trayectoria

### Club Brujas
Formado en la cantera del Club Brujas, debutó con el primer equipo el 2 de diciembre de 2018 en el partido de liga ganado 3-0 contra el Standard de Lieja. Nueve días después, también debutó en la Liga de Campeones de la UEFA, saltando al campo como titular en el partido de la fase de grupos empatado a cero contra el Atlético de Madrid.

### En los Países Bajos: Jong PSV, RKC Waalwijk y Groningen
El 1 de septiembre de 2019, fue cedido al PSV Eindhoven, que lo incorporó a su plantilla sub-21, que militaba en la Eerste Divisie. Marcó el primer gol de su carrera cuatro semanas después, durante el partido de local perdido por 5-2 en el campo del Excelsior Róterdam. Pronto se convirtió en titular y jugó un total de 22 partidos, marcando 7 goles, antes de regresar a Bélgica al final de la temporada.
El 1 de septiembre de 2020, fue trasnferido al RKC Waalwijk.
El 2 de julio de 2021, firmó un contrato de cuatro años con el Groningen.

### En Italia: Hellas Verona y Napoli
El 19 de enero de 2023 fue comprado por el Hellas Verona italiano. El 30 de enero debutó en la Serie A en el partido de local contra el Udinese, que terminó con empate a uno. Una semana después, el 6 de febrero, en su segunda aparición, marcó su primer gol en la liga italiana, firmando el tanto del empate ante la Lazio. Resultó decisivo para la suerte de los veroneses, marcando los goles de los éxitos contra la Salernitana, en la siguiente ronda, y el Lecce, pero sobre todo el 11 de junio con un doblete en la eliminatoria de permanencia disputada en el Mapei Stadium de Reggio Emilia contra el Spezia, que ganó el Verona por 3-1, lo que le permitió a los gialloblù permanecer en la máxima categoría.
El 19 de enero de 2024, Ngonge fichó por el Napoli, también de la Serie A, por unos 18 millones de euros más primas, firmando un contrato válido hasta el 30 de junio de 2028 con el club azzurro. Debutó con los napolitanos el 28 de enero siguiente, cuando sustituyó a Giacomo Raspadori en el partido como visitante contra la Lazio, que terminó con un empate 0-0. El 17 de febrero marcó su primer gol con el Napoli, en el empate en casa frente al Genoa (1-1). El 26 de septiembre siguiente, con ocasión del partido correspondiente a los dieciseisavos de final de la Copa Italia, que el equipo ganó por 5-0 ante el Palermo, anotó su primer doblete con el conjunto partenopeo, así como sus primeros tantos en dicha competición. La temporada siguiente ganó el Scudetto con el Napoli, siendo el primer título de su carrera.

## Selección nacional
Ha sido internacional con las selecciones juveniles belgas, ascendiendo desde la sub-15 hasta la sub-18. En 2018 fue convocado por la selección sub-19.
En octubre de 2024 fue convocado por primera vez por la selección absoluta. Hizo su debut el día 10 en un encuentro de la Liga de Naciones de la UEFA 2024-25 frente a Italia que finalizó en empate a dos.

## Estadísticas

### Clubes
Actualizado al último partido disputado el 3 de noviembre de 2024.
| Club                           | Div.          | Temporada     | Liga  | Liga  | Liga   | Copas nacionales | Copas nacionales | Copas nacionales | Copas internacionales | Copas internacionales | Copas internacionales | Total | Total | Total  |
| Club                           | Div.          | Temporada     | Part. | Goles | Asist. | Part.            | Goles            | Asist.           | Part.                 | Goles                 | Asist.                | Part. | Goles | Asist. |
| ------------------------------ | ------------- | ------------- | ----- | ----- | ------ | ---------------- | ---------------- | ---------------- | --------------------- | --------------------- | --------------------- | ----- | ----- | ------ |
| Club Brujas · Bélgica          | 1.ª           | 2018-19       | 4     | 0     | 0      | —                | —                | —                | 1                     | 0                     | 0                     | 5     | 0     | 0      |
| Club Brujas · Bélgica          | Total club    | Total club    | 4     | 0     | 0      | 0                | 0                | 0                | 1                     | 0                     | 0                     | 5     | 0     | 0      |
| Jong PSV · Países Bajos        | 2.ª           | 2019-20       | 22    | 7     | 3      | —                | —                | —                | ―                     | ―                     | ―                     | 22    | 7     | 3      |
| Jong PSV · Países Bajos        | Total club    | Total club    | 22    | 7     | 3      | 0                | 0                | 0                | 0                     | 0                     | 0                     | 22    | 7     | 3      |
| RKC Waalwijk · Bélgica         | 1.ª           | 2020-21       | 20    | 5     | 2      | 1                | 0                | 0                | —                     | —                     | —                     | 21    | 5     | 2      |
| RKC Waalwijk · Bélgica         | Total club    | Total club    | 20    | 5     | 2      | 1                | 0                | 0                | 0                     | 0                     | 0                     | 21    | 5     | 2      |
| F. C. Groningen · Países Bajos | 1.ª           | 2021-22       | 31    | 7     | 1      | 3                | 1                | 0                | —                     | —                     | —                     | 34    | 8     | 1      |
| F. C. Groningen · Países Bajos | 1.ª           | 2022-23       | 12    | 3     | 2      | 1                | 0                | 2                | —                     | —                     | —                     | 13    | 3     | 4      |
| F. C. Groningen · Países Bajos | Total club    | Total club    | 43    | 10    | 3      | 4                | 1                | 2                | 0                     | 0                     | 0                     | 47    | 11    | 5      |
| Hellas Verona F. C. · Italia   | 1.ª           | 2022-23       | 15    | 5     | 1      | —                | —                | —                | —                     | —                     | —                     | 15    | 5     | 1      |
| Hellas Verona F. C. · Italia   | 1.ª           | 2023-24       | 19    | 6     | 2      | 2                | 0                | 0                | —                     | —                     | —                     | 21    | 6     | 2      |
| Hellas Verona F. C. · Italia   | Total club    | Total club    | 34    | 11    | 3      | 2                | 0                | 0                | 0                     | 0                     | 0                     | 36    | 11    | 3      |
| S. S. C. Napoli · Italia       | 1.ª           | 2023-24       | 13    | 1     | 0      | 0                | 0                | 0                | 1                     | 0                     | 0                     | 14    | 1     | 0      |
| S. S. C. Napoli · Italia       | 1.ª           | 2024-25       | 3     | 0     | 0      | 2                | 2                | 0                | —                     | —                     | —                     | 5     | 2     | 0      |
| S. S. C. Napoli · Italia       | Total club    | Total club    | 16    | 1     | 0      | 2                | 2                | 0                | 1                     | 0                     | 0                     | 19    | 3     | 0      |
| Total carrera                  | Total carrera | Total carrera | 139   | 34    | 11     | 10               | 3                | 2                | 1                     | 0                     | 0                     | 150   | 37    | 13     |

## Palmarés

### Campeonatos nacionales
| Título  | Club            | País   | Año  |
| ------- | --------------- | ------ | ---- |
| Serie A | S. S. C. Napoli | Italia | 2025 |